# Hillbilly Bone
Hillbilly Bone — песня американского кантри-певца Блейка Шелтона, исполненная совместно с Трейсом Адкинсом и вышедшая отдельным синглом в октябре 2009 года на лейбле Warner Bros. Records и Reprise Nashville. Песня была написана Люком Лэрдом (Luke Laird) и Крейгом Уайсманом (Craig Wiseman) и достигла № 1 в кантри-чарте Billboard Hot Country Songs (6-й раз в его карьере Шелтона).
Песня получила награду «Vocal Event of the Year» на церемонии 2010 года Academy of Country Music, став первой для Шелтона наградой от Академии кантри-музыки. Певец Adkins включил эту песню в делюксовое переиздание своего альбома Cowboy's Back in Town, вышедшего 17 августа 2010 года.

## История
В марте 2009 году сингл «She Wouldn’t Be Gone» дебютировал на позиции № 51 в американском кантри-чарте Billboard Hot Country Songs и позднее в марте 2010 года достиг там позиции № 1, став 6-м для Шелтона чарттоппером в этом хит-параде (и 4-м для Адкинса чарттоппером). Кроме того, песня стала началом длительного победного шествия синглов Шелтона из 16 подряд чарттопперов.
Сингл получил положительные отзывы, например, от таких изданий, как Country Universe (рейтинг B), Country Weekly (рейтинг 3,5 из 5), Roughstock, но также и отрицательные от 411 Mania (рейтинг 1 из 5).

## Музыкальное видео
Видеоклип был снят режиссёром Романом Уайтом, премьера прошла 31 октября 2009 года на канале Country Music Television (CMT). В этом видео Шелтон и Адкинс, заходя в шикарный ресторан в совсем не к месту ковбойских шляпах и джинсах, вызывают всеобщее удивление. Все посетители смотрят на них скептически, но лишь до тех пор, пока они не начинаю петь. В конце концов, все в ресторане начинают танцевать вместе с певцами. Видео было снято в ресторане Stockyard Restaurant в городе Нашвилле, штат Теннесси.

## Чарты

### Еженедельные хит-парады
| Чарт (2009—10)                      | Высшая позиция |
| ----------------------------------- | -------------- |
| Канада (Billboard Canadian Hot 100) | 84             |
| США (Billboard Hot 100)             | 40             |
| США (Billboard Hot Country Songs)   | 1              |

### Итоговые годовые чарты
| Чарт (2010)                  | Позиция |
| ---------------------------- | ------- |
| US Country Songs (Billboard) | 31      |